# Révolution de 1934

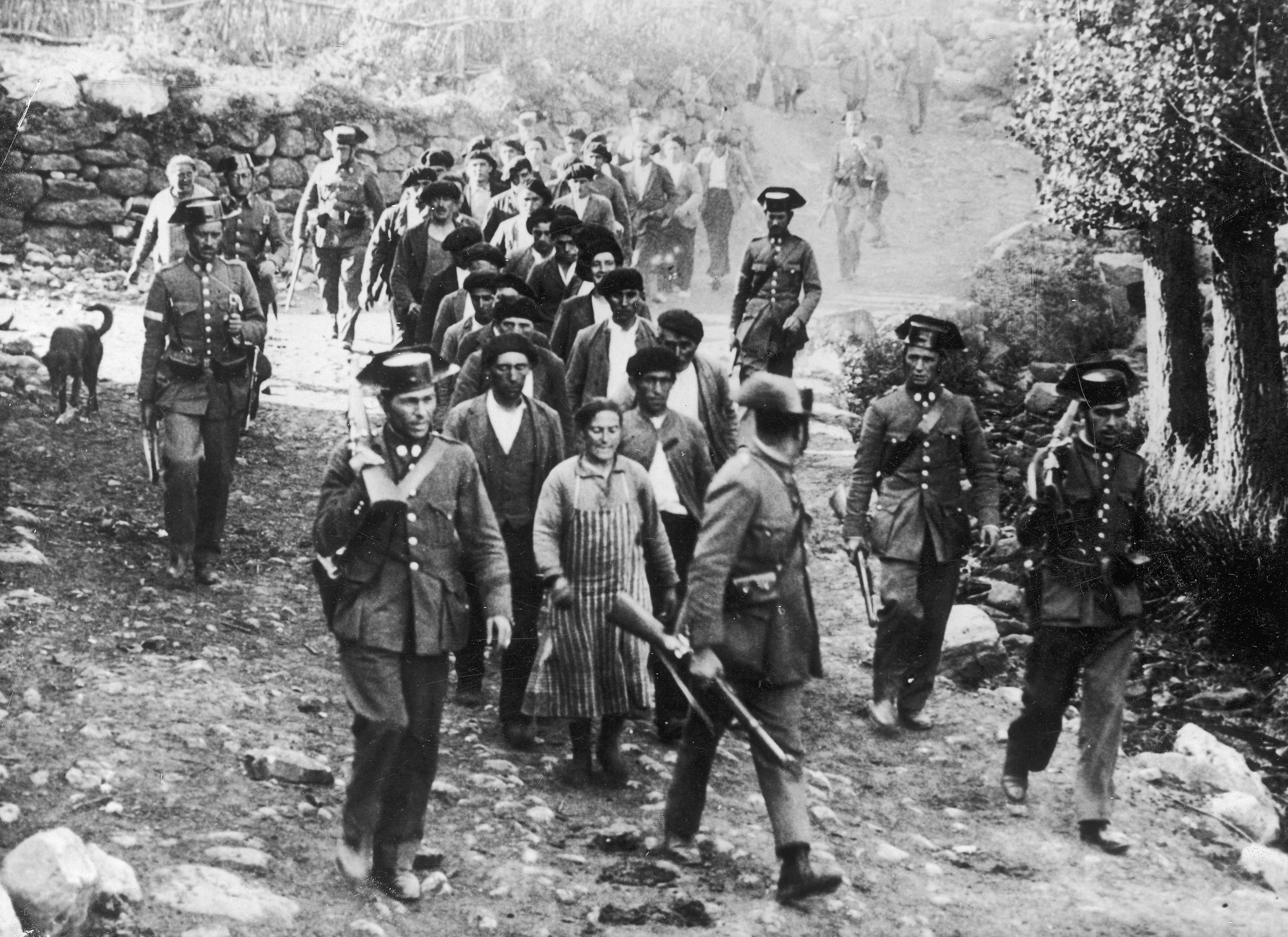
Colonne des Gardes civils, avec des prisonniers, durant la révolution de 1934, à Brasoñera.

La révolution de 1934 (en espagnol : Revolución de 1934), ou grève générale révolutionnaire de 1934 (en espagnol : huelga general revolucionaria de 1934), est un mouvement de grève générale ayant eu lieu du 5 au 19 octobre 1934 lors du bienio negro radical-cediste de la Seconde République espagnole (second exercice biennal 1933-1936 à majorité de députés de droite et du centre). Plusieurs régions d'Espagne sont concernées, mais les événements principaux se sont déroulés dans les Asturies.

## Contexte et objectifs
Le début des années 1930 en Espagne est marqué par des tensions politiques très fortes. Ainsi, en 1930, la gauche espagnole organise une insurrection. En 1931, la deuxième république est proclamée. En 1933, en dépit de la victoire de la droite aux élections générales, le président de la république refuse aux vainqueurs la formation d'un gouvernement. En 1934, la droite s’allie à l’extrême droite pour remettre en cause les réformes de la gauche.

## Déroulement
Ce mouvement est lancé depuis de nombreux secteurs : industrie, mines, agriculture, par d'importants dirigeants du PSOE (Parti socialiste ouvrier espagnol)  et de l'UGT (Union générale des travailleurs) tels que Francisco Largo Caballero et Indalecio Prieto, ainsi que de façon inégale, par la CNT (Confédération nationale du travail), par la FAI (Fédération anarchiste ibérique) et par le PCE (Parti communiste espagnol).
Les principaux foyers de la rébellion se situent en Catalogne et dans les Asturies, région où se déroulent les événements les plus importants, avec une grève générale insurrectionnelle qui est brutalement réprimée par le général Francisco Franco.
Les bassins miniers de Castille-et-León et les villes de la province de Valladolid ont également été mobilisés.

## Réalisations
Une forme de collectivisme s'est mis en place, notamment dans les Asturies où un gouvernement provisoire s'est provisoirement installé sur le modèle de la commune de Paris.

## Dans les arts
Le romancier Joseph Kessel, qui a assisté aux évènements, les met en scène dans son roman Une Balle perdue, paru en 1935.
La pièce de théâtre Révolte dans les Asturies d'Albert Camus, Jeanne-Paule Sicard, Bourgeois et Poignant décrit ces évènements.